# Matrimonio tra persone dello stesso sesso nel Regno Unito

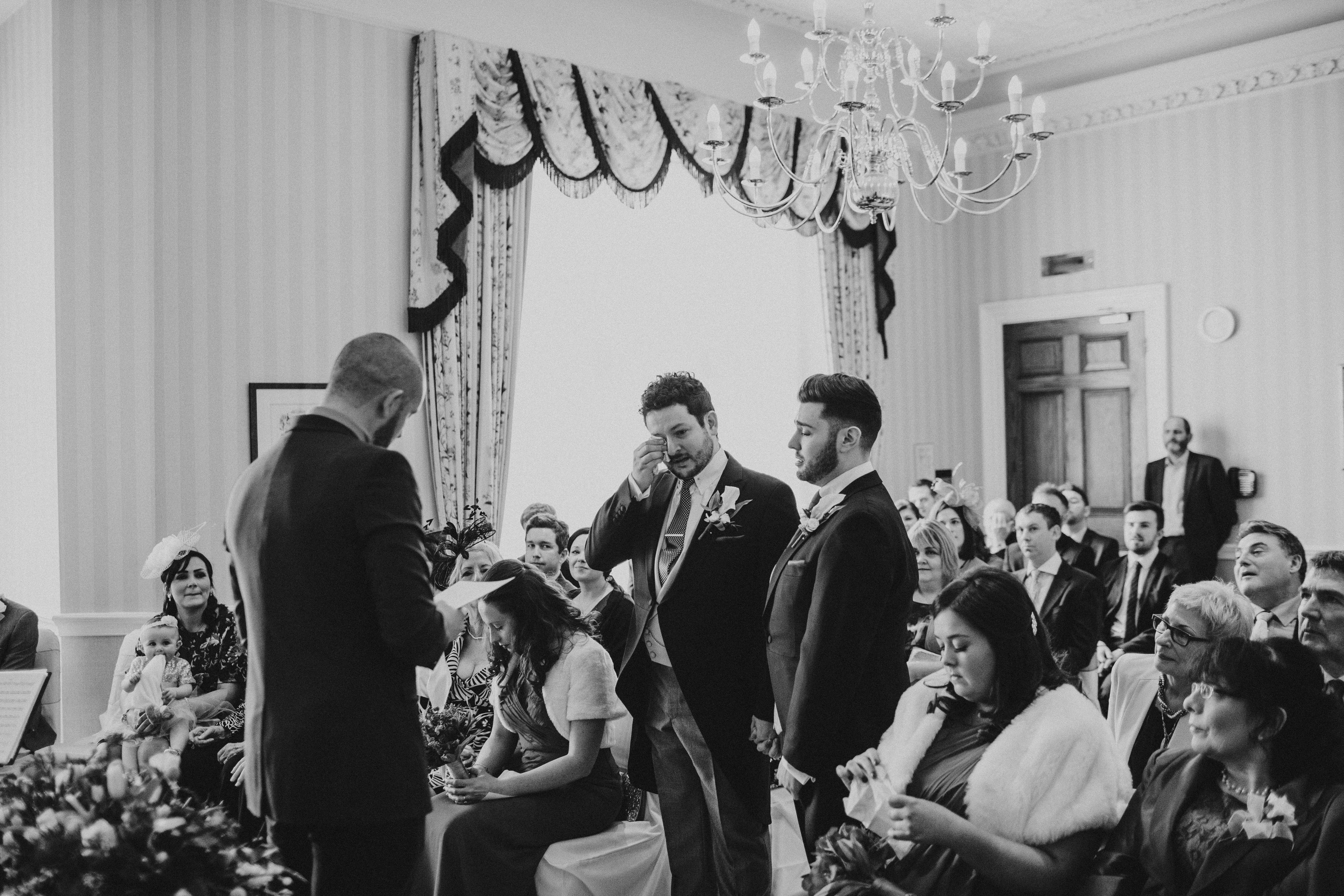
Celebrazione di un matrimonio nel Regno Unito.

     Matrimonio
 Matrimonio esclusivamente per il personale straniero residente ed i dipendenti
 Appartenenza al Regno Unito non riconosciuta internazionalmente
     Riconoscimento domestico limitato
     Non riconosciuto

Matrimonio
Riconoscimento domestico limitato
Non riconosciuto
A Isle of Man; B Guernsey; C Jersey; 1 Regno Unito; 2 Gibilterra; 3 Akrotiri e Dhekelia; 4 Bermuda; 5 Isole Turks e Caicos; 6 Isole Vergini Britanniche; 7 Anguilla; 8 Isole Cayman; 9 Montserrat; 10 Isole Pitcairn; 11 Sant'Elena, Ascensione e Tristan da Cunha; 12 Territorio britannico dell'Oceano Indiano; 13 Isole Falkland; 14 Georgia del Sud e Isole Sandwich Australi; (15) Territorio Antartico Britannico

La legalizzazione del matrimonio tra persone dello stesso sesso nel Regno Unito è iniziata nel 2014 con Inghilterra, Galles e Scozia ed è stata estesa nel 2020 all'Irlanda del Nord.
Il Parlamento del Regno Unito nel corso del 2013 ha approvato in via definitiva l'apertura del matrimonio alle coppie dello stesso sesso in Inghilterra e Galles. La riforma, promulgata tramite assenso reale il 17 luglio dello stesso anno ed entrata in vigore l'anno seguente, ha modificato le leggi inglesi e gallesi in materia di matrimonio cancellando da queste il requisito di diversità di sesso degli sposi. I primi matrimoni tra persone dello stesso sesso sono stati celebrati il 29 marzo 2014. In Scozia, dove vige una legislazione autonoma in materia di matrimonio rispetto a quella inglese e gallese, il Parlamento locale ha provveduto a fare altrettanto: nel corso del 2014 ha anch'esso approvato in via definitiva l'apertura del matrimonio alle coppie dello stesso sesso. La riforma, proprio come quella riguardante Inghilterra e Galles, ha modificato le leggi locali in materia di matrimonio cancellando da queste il requisito di diversità di sesso degli sposi. La promulgazione della riforma è avvenuta tramite assenso reale il 12 marzo dello stesso anno, seguita alcuni mesi dopo dall'entrata in vigore. I primi matrimoni tra persone dello stesso sesso sono stati celebrati il 31 dicembre 2014.
Infine il 13 gennaio 2020 il matrimonio omosessuale è divenuto legale anche in Irlanda del Nord.

## Legislazione vigente nel Regno Unito
Nel Regno Unito ogni nazione costitutiva ha la propria normativa in materia di matrimonio.
In Inghilterra e Galles il matrimonio è disciplinato dal Marriage Act 1949, dal Marriage (Registrar General's Licence) Act 1970 e dal Matrimonial Causes Act 1973.
In Scozia il matrimonio è disciplinato dal Marriage (Scotland) Act 1977.
In Irlanda del Nord il matrimonio è disciplinato dal The Marriage (Northern Ireland) Order 2003.

In esso, all'articolo 6 – opposizioni, vi è scritto che c'è impedimento legale al matrimonio se "entrambe le parti sono dello stesso sesso".
Varie prerogative un tempo riservate soltanto alle coppie formate da un uomo e una donna uniti in matrimonio sono ad oggi riconosciute a tutte le coppie, quali che siano lo stato civile e il sesso, in particolare in materia di filiazione: l'accesso all'adozione congiunta di minori e alla procreazione medicalmente assistita, anche inclusiva di surrogazione di maternità, è garantito in tutto il Regno Unito alle coppie sposate e conviventi di qualsiasi composizione sessuale per effetto dell'Adoption and Children Act 2002, che regolamenta l'adozione in Inghilterra e Galles, dell'Adoption and Children (Scotland) Act 2007, che regolamenta l'adozione in Scozia, della sentenza emessa nel giugno 2013 dalla Corte d'Appello dell'Irlanda del Nord riguardante l'adozione da parte di coppie conviventi e dello Human Fertilisation and Embryology Act 2008, che regolamenta la procreazione medicalmente assistita nel Regno Unito.
Per effetto del Civil Partnership Act 2004 in tutto il Regno Unito le coppie conviventi dello stesso sesso possono vincolarsi in una unione registrata con conseguenze legali simili a quelle del matrimonio, chiamata civil partnership; i contraenti dell'unione registrata assumono lo status legale di civil partners. 

In Inghilterra e Galles, per via di quanto stabilito dall'Equality Act 2010, l'unione registrata può essere contratta anche in luoghi di culto.

## Situazione nelle nazioni costitutive del Regno Unito

### L'apertura del matrimonio in Inghilterra e Galles
Dopo l'insediamento del Parlamento che vedeva come prima forza il Partito Conservatore, in seguito alle elezioni del 2010, il neoeletto Primo Ministro David Cameron ha dato la sua disponibilità nell'estensione dell'istituto del matrimonio anche alle coppie formate da persone dello stesso sesso; il disegno di legge incontrò ampi consensi sia tra i Liberal Democratici, partner di coalizione dei Conservatori, che tra i Laburisti, i quali diedero il loro appoggio. Dopo le iniziali consultazioni governative, all'inizio del 2013 fu presentato il progetto di legge, denominato Marriage (Same-Sex Couples) Bill. A causa della devoluzione dei poteri conferita ai governi di Scozia e Irlanda del Nord, tale legge avrebbe avuto effetto solamente nelle regioni di Inghilterra e Galles.
Il disegno di legge fu approvato a larga maggioranza nella Camera dei Comuni, raggiungendo il numero di 400–175 nella seconda lettura. Nella Camera dei Lord fu presentato un "poison amendment" (emendamento veleno) ma fu respinto a larga maggioranza dai Lord. Il disegno di legge fu pertanto mandato dalla regina, la quale garantì il beneplacito reale il 17 luglio 2013. Le prime coppie omosessuali poterono cominciare a sposarsi a partire dalla mezzanotte del 29 marzo 2014, data nel quale il Marriage (Same-Sex Couples) Act è entrato in vigore. Tutte le coppie unite in civil partnership avrebbero potuto richiedere la conversione in matrimonio della loro unione già a partire dal 13 marzo dello stesso anno.

### L'apertura del matrimonio in Scozia
Il governo scozzese cominciò ad elaborare un disegno di legge che avrebbe permesso alle coppie omosessuali di sposarsi in Scozia a partire dal 2012. Tutti i partiti all'interno del parlamento scozzese diedero il loro appoggio, pertanto il disegno di legge procedette con velocità all'interno delle varie commissioni; nel primo voto generale, 98 deputati votarono a favore, 15 votarono contro. Nella commissione competente, alcuni emendamenti degli oppositori furono respinti e in assemblea, per la terza ed ultima lettura, il disegno di legge passò con 105 voti a favore, 18 contrari e nessun astenuto. Il Marriage and Civil Partnership (Scotland) Act 2014 ricevette il beneplacito reale il 12 marzo 2014 ed entrò in vigore il 31 dicembre dello stesso anno.

### L'apertura del matrimonio in Irlanda del Nord
Sebbene le numerose iniziative dei partiti favorevoli al matrimonio omosessuale, il governo dell'Irlanda del Nord, formato principalmente dal Partito Unionista Democratico, ha sempre rigettato tale proposta. Tutti i matrimoni omosessuali contratti in Inghilterra, Galles o Scozia sono automaticamente convertiti in unioni civili sotto la giurisdizione dell'Irlanda del Nord.
Il 27 aprile 2015 il partito d'opposizione Sinn Féin ha proposto una mozione a favore del matrimonio omosessuale, ma fu respinta con 47 voti a favore e 49 contrari.
Il 2 novembre 2015 al quinto tentativo in cinque anni, la medesima mozione fu ripresentata e per la prima volta ne uscì un voto favorevole: 53 sì e 51 no. Tuttavia il Partito Unionista Democratico, essendo il partito protestante maggioritario, ha sfruttato una norma denominata motion of concerne la quale, al pari di un veto, ha privato di alcun vincolo legale la mozione a favore del matrimonio omosessuale. Si tratta di una clausola introdotta nel 1998 nell'Irlanda del Nord che permette il blocco di leggi ritenute pericolose per la convivenza fra la comunità cattolica e protestante. Attraverso questa clausola, una delle due comunità può ottenere il diritto di veto su una determinata legge al fine di evitare la prevaricazione di una delle due fazioni sull'altra.
Il 9 novembre 2015, dopo essersi sposati lo scorso anno in Inghilterra, una coppia gay che attualmente risiede in Irlanda del Nord ha intentato un'azione legale per danno. Nella denuncia viene affermato che il non riconoscimento del matrimonio omosessuale da parte dell'amministrazione nord-irlandese equivale a una destituzione del valore del loro matrimonio.
A causa di questo divieto ai matrimoni omosessuali, il governo nordirlandese è stato portato in tribunale da alcune coppie omosessuali per presunta violazione dei diritti dell'uomo. L'Alta Corte di Belfast ha ascoltato le due parti il 3 dicembre 2015 e la sentenza sarà presumibilmente emanata dopo le festività natalizie.
Infine la legalizzazione è avvenuta il 13 gennaio 2020.

## Situazione nei territori dipendenti del Regno Unito

### Dipendenze della Corona Britannica
Nell'Isola di Man l'istituto delle civil partnerships è stato integrato dal 2014. Il Primo Ministro dell'Isola ha annunciato nel giugno 2015 che avrebbe presto integrato anche il matrimonio egualitario, senza però dare una data precisa.
Nel Guernsey non è prevista alcuna tutela legale per le coppie omosessuali, tuttavia nel parlamento locale è in esame un disegno di legge che permetterà alle coppie omosessuali di sposarsi.
Nel Baliato di Jersey il Primo Ministro ha annunciato che il matrimonio egualitario verrà integrato verso gli ultimi mesi del 2017.

### Territori d'oltremare
Dei 14 territori d'oltremare del Regno Unito, soltanto le Isole Pitcairn hanno integrato il matrimonio egualitario: il consiglio municipale, che fa da parlamento del territorio, ha approvato la mozione all'unanimità e il governatore generale ha garantito l'assenso della regina subito dopo.
Nel territorio di Gibilterra è stato integrato l'istituto delle civil partnerships.